# Mike Hagerty
Michael Gerard (Mike) Hagerty (Chicago, 10 mei 1954 – Los Angeles, 29 april 2022) was een Amerikaans acteur.

## Biografie
Hagerty studeerde af aan de Universiteit van Illinois in Illinois. 
In 1983 begon Hagerty met acteren in de film Doctor Detroit. Hierna speelde hij nog meerdere rollen in meer dan 110 films en televisieseries zoals Brewster's Millions (1985), Dick Tracy (1990), Wayne's World (1992), The George Carlin Show (1994-1995), Speed 2: Cruise Control (1997), Austin Powers: The Spy Who Shagged Me (1999), Friends (1995-2001), Lucky Louie (2006-2007) en Mob City (2013).
Hagerty overleed op 67-jarige leeftijd in zijn woning in Los Angeles.

## Filmografie

### Films
Selectie:
- 1999 Inspector Gadget – als Silkes
- 1999 Austin Powers: The Spy Who Shagged Me – als pindaverkoper
- 1997 Speed 2: Cruise Control – als Harvey
- 1993 So I Married an Axe Murderer – als in memoriam-schrijver
- 1992 Wayne's World – als Davy
- 1990 After Dark, My Sweet – als vrachtwagenchauffeur
- 1990 Dick Tracy – als portier
- 1987 Overboard – als Billy Pratt
- 1988 Red Heat – als Pat Nunn
- 1985 Brewster's Millions – als warenhuismedewerker
- 1985 Turk 182! – als beveiliger van burgemeester

### Televisieseries
Selectie:
- 2022 Somebody Somewhere - als Ed Miller - 7 afl.
- 2013-2017 Brooklyn Nine-Nine - als inspecteur McGinley - 3 afl.
- 2013 Mob City – als Jack Bray – 5 afl.
- 2006-2007 Lucky Louie – als Mike – 13 afl.
- 1995-2001 Friends – als mr. Treeger (conciërge) – 5 afl.
- 1995-1996 The Home Court – als Leo Blount – 6 afl.
- 1994-1995 The George Carlin Show – als Frank – 23 afl.
- 1993 The Building – als Finley – 5 afl.

- Biblioteca Nacional de España: XX4910742
- International Standard Name Identifier: 0000 0000 7826 6264
- Library of Congress Control Number: no2012007221
- Nationale Bibliotheek van Tsjechië: xx0070152
- Virtual International Authority File: 85756151
- WorldCat: E39PBJvCRDXWbB9YJyM8bYdvpP